# 강원대학교병원
강원대학교병원(江原大學校病院, Gangwon National University Hospital)은 교육·연구·진료를 통한 의학발전과 국민보건 향상에 이바지함을 목적으로 2000년 5월 18일 200병상 규모의 지방공사 춘천의료원을 인수하여 설립된 국립대학병원으로 교육부 산하 기타공공기관이다. 강원특별자치도 춘천시 백령로 156에 위치하고 있다. 교육과 연구, 진료를 통한 의학발전과 국민보건향상을 설립 목적으로 두고 있다.

## 연혁
- 1910년 9월 9일 국립의원
- 2000년 5월 18일 강원대학교병원 설립

## 역사
강원대학교 병원은 1910년 9월 21일 신설된 관립 자혜의원으로 출발한다. 
1925년 4월 1일 조선도립의원관제 및 도립의원 규정 시행으로 도립병원인 강원도립 춘천의원으로 개편되었다. 
해방 이후, 춘천의료원으로 개칭되었다가, 1997년 강원대학교 의과대학이 신설되면서 2000년 5월 18일 강원대학교 병원으로 개편되었다.

## 운영기관
- 인체자원은행
- 임상시험센터
- 임상의학연구소
- 강원지역암센터
- 노인보건의료센터
- 권역심뇌혈관질환센터
- 강원대학교어린이병원